# Francesco Mauro
Francesco Mauro (Domodossola, 3 marzo 1887 – Milano, 13 gennaio 1952) è stato un dirigente sportivo e politico italiano.

## Biografia
Fratello maggiore dell'arbitro Giovanni Mauro, fu uno dei massimi dirigenti federali F.I.G.C. degli anni a cavallo del primo conflitto mondiale.
Fu Presidente del Comitato Regionale Laziale della F.I.G.C. nella stagione 1914-1915. Nella stessa stagione aveva ricoperto la carica di Vicepresidente della Federazione.
Durante la stagione 1919-1920, in coppia con Nino Resegotti, è stato membro della Commissione Tecnica dell'Inter, vincitrice del suo secondo scudetto. Sempre nel 1920 divenne presidente del club, mantenendo la carica fino al 1923.
Allo scoppio della Grande Guerra, avocò a sé il titolo di Reggente pro tempore della Federazione, senza peraltro fosse stato nominato da alcun'assemblea, visto il perdurare delle ostilità.
Non arruolato perché aveva già svolto il servizio militare obbligatorio quale ufficiale essendo laureato, e avendo un'attività professionale propria, preferì non partire volontario come fece il fratello Giovanni e rimase alla guida della F.I.G.C. durante tutto il periodo del Commissariamento iniziato all'inizio della stagione 1916-1917.
All'inizio della stagione 1917-1918 mise in palio un trofeo patrocinando in Lombardia la Coppa Mauro riservata alle squadre di Prima Categoria, torneo culminato con la mancata assegnazione del premio al Milan a seguito delle roventi accuse mosse a lui ed ai collaboratori del Commissario Lombardo Mario Trinchieri, arbitro e segretario-dirigente dell'A.I.A., e del suo collaboratore Gian Guido Piazza, ex Legnano ed a quel momento dirigente del Milan, in occasione del pasticcio causato dall'annullamento della partita Legnano-Internazionale (1-0) per (coatta) ammissione dell'irregolare rete segnata su fuorigioco dall'arbitro Rigoletto Trezzi di Milano.
Il pasticcio causò le paventate dimissioni di diverse società lombarde (Legnano, Enotria e Saronno) che misero a disposizione all'U.L.I.C. i propri giocatori e campi sportivi, malgrado il divieto fatto dall'Ingegnere, pena la radiazione dai ruoli federali.
Alla prima Assemblea Federale del 13 aprile 1919, a guerra ultimata, fu proprio il Legnano a chiedere la testa dell'ingegnere, che peraltro dette le proprie dimissioni per fine mandato, dimissioni che furono respinte dall'Assemblea a pieni voti.
Oltre a essere stato presidente dell'Inter, ricoprì la stessa carica nel C.O.N.I. dal 1921 al 1923 e, nello stesso periodo, fu commissario della F.I.G.C..
Nel 1948 in occasione del 50º anniversario della F.I.G.C. fu insignito del titolo di "pioniere del calcio italiano".